# Chickenfoot
Chickenfoot é um supergrupo formada pelo vocalista Sammy Hagar (ex-Van Halen e Montrose), o baixista Michael Anthony (também ex-Van Halen), o guitarrista Joe Satriani e o baterista Chad Smith (Red Hot Chili Peppers).

## História
O Chickenfoot surgiu de reuniões entre Sammy Hagar, Michael Anthony e Chad Smith no clube do primeiro, Cabo Wabo Cantina, localizado no México. Nessas reuniões, somente por diversão, os já renomados músicos notaram que havia uma certa química entre eles.
Segundo Hagar, as pessoas o perguntavam se eles sairiam em turnê, ou gravariam um disco e o vocalista respondia que se tivessem que fazer isso, teriam que chamar um grande guitarrista, e é a partir desse momento que Joe Satriani entra na história da nova banda.
A princípio, o nome Chickenfoot seria algo provisório, porém Hagar e os outros membros decidiram mantê-lo por acreditarem que mesmo mudando todos continuariam a se referir a eles pelo nome antigo.
Após Joe aceitar o convite, a banda passou a trabalhar em seu álbum homônimo, que foi lançado meses depois em 5 de junho de 2009, com onze faixas.
Os quatro membros do Chickenfoot, somados, já venderam dezenas de milhões de discos e se apresentaram em milhares de shows ao longo dos anos.
A banda fez uma série de apresentações pequenas nos EUA antes de voar à Europa em turnê. No final de setembro, voltará à América do Norte para encerrar esse período de viagem.
O álbum de estreia do Chickenfoot, homônimo, lançado no início de junho, estreou como número 4 na parada pop americana e número 1 na parada de música independente.[carece de fontes?] Conservou sua posição na parada pop na semana seguinte, caindo para 7º na semana mais recente.

## Discografia

### Álbuns em estúdio
| Chickenfoot               | - Lançamento: 05 de Junho de 2009 - Gravadora: Redline Entertainment - Formatos: CD, LP, music download | 4 | 50 | 36 | 5  | 36 | 67 | 25 | 36 | 11 | 23  | - RIAA: ouro - Music Canada: ouro |
| Chickenfoot III           | - Lançamento: 27 de Setembro de 2011 - Gravadora: E1 Music - Formatos: CD, LP, music download           | 9 | 46 | 11 | 19 | 41 | 81 | 36 | 45 | 12 | 102 |                                   |
| "—" não chegou às paradas | |   |    |    |    |    |    |    |    |    |     |                                   |

### Álbuns Ao Vivo
| Álbum                                | Detalhes                                                                                      |
| ------------------------------------ | --------------------------------------------------------------------------------------------- |
| Chickenfoot: Get Your Buzz On - Live | - Lançamento: 20 de Abril de 2010 - Gravadora: Edel Records - Formatos: DVD, Blu-ray          |
| LV                                   | - Lançamento: 07 de Dezembro de 2012 - Gravadora: Edel Records - Formatos: CD, music download |

## Singles
| Ano                       | Single                     | Posições | Álbum           |
| Ano                       | Single                     | US Main  | Álbum           |
| ------------------------- | -------------------------- | -------- | --------------- |
| 2009                      | "Oh Yeah"                  | 21       | Chickenfoot     |
| 2009                      | "Soap on a Rope"           | —        | Chickenfoot     |
| 2009                      | "Sexy Little Thing"        | 40       | Chickenfoot     |
| 2010                      | "Get It Up"                | —        | Chickenfoot     |
| 2010                      | "My Kinda Girl"            | —        | Chickenfoot     |
| 2011                      | "Big Foot"                 | 32       | Chickenfoot III |
| 2011                      | "Three and a Half Letters" | —        | Chickenfoot III |
| 2012                      | "Different Devil"          | —        | Chickenfoot III |
| 2013                      | "Something Going Wrong"    | —        | LV              |
| "—" não chegou às paradas |                            |          |                 |

## Prêmios e Indicações
| Ano  | Trabalho (Álbum/Canção) | Prêmio                                    | Indicação                        | Resultado | Observação | Ref.          |
| ---- | ----------------------- | ----------------------------------------- | -------------------------------- | --------- | ---------- | ------------- |
| 2011 | Chickenfoot III         | Ultimate Classic Rock Awards              | Album of the Year (Álbum do Ano) | Venceu    |            | [ 13 ]        |
| 2011 | Big Foot                | Ultimate Classic Rock Awards              | Song of the Year (Canção do Ano) | Venceu    |            | [ 13 ]        |
| 2012 | Chickenfoot III         | Vintage Guitar Magazine Hall Of Fame 2012 | Album Of The Year (Álbum do Ano) | Indicado  |            | [ 14 ]        |
| 2012 | Chickenfoot III         | Grammy Awards                             | Best Recording Package           | Indicado  |            | [ 15 ] [ 16 ] |